# 大善院 (さいたま市)
大善院（だいぜんいん）は、埼玉県さいたま市浦和区東仲町にある天台寺門宗の寺院である。浦和不動尊とも呼ばれる。

## 概要
浦和駅から近く、東仲町商店街に面した場所に位置する。周辺は商店が混在する住宅地となっている。源平枝垂れ桃の木が境内にあり、開花する春には見物客が多い。

## 文化財
- 彫刻「木造役行者及び二鬼像」3躯がさいたま市の有形文化財に指定されている（指定は浦和市時代の1993年〈平成5年〉3月25日）[2]。

## 行事
- 毎月28日 - 不動尊縁日護摩供
- 1月1日 - 元旦大護摩供
- 1月28日 - 初不動大護摩供
- 2月3日 - 節分會大護摩供
- 5月28日 大護摩供
- 8月27日・28日 - 盆踊り大会
- 9月28日 - 大護摩供
- 12月冬至 - 冬至星祭り大護摩供
- 12月31日 - 除夜の鐘

## 交通アクセス
- JR各線「浦和駅」下車、東口から東通りを北へ徒歩約3分[3]。

## 周辺
- 浦和パルコ
- 浦和コルソ
- 伊勢丹浦和店
- 玉蔵院